# Stationær computer
En stationær computer også kaldet en desktop er en computer som er beregnet til at blive brugt på en fast placering, typisk er på et skrivebord, modsat en bærbar computer som er beregnet til flytbar brug. Den består typisk af en skærm og et kabinet, tastatur og mus – tastaturet og musen kan være forbundet med computeren via kabel, særligt en USB

## Typer

### Hjembiograf
Disse computere er beregnet til underholdningssystemer i hjem o bruges typisk til visning af videoer, film musik og videospil.

### Gamimg-computer
En stationær gaming computer er en computersom er beregnet il at spille video- el. computerspil på.